# Смирнов, Денис Анатольевич
Денис Анатольевич Смирнов (укр. Дени́с Анато́лійович Смірно́в, род. 18 июня 1975, Запорожье) — украинский футболист, полузащитник

## Биография
Денис Смирнов родился 18 июня 1975 года в Запорожье. Свою футбольную карьеру начал в запорожском «Торпедо», в составе которого выступал с 1993 по 1997 год. За это время в чемпионатах Украины он сыграл 95 матчей и забил 12 мячей, еще 8 матчей (1 гол) провёл в кубке Украины. С 1998 по 2003 год выступал в другом запорожском клубе, «Металлурге». В составе «металлургов» в национальных чемпионатах сыграл 72 матча (5 голов), в кубке — 7 матчей (1 гол). В течение своего пребывания в Запорожье выступал также в составе «Металлурга-2», за который сыграл 15 поединков и забил 6 мячей.
В 2003—2005 годах выступал в симферопольской «Таврии», запорожском «Металлурге» и ужгородском «Закарпатье».
В 2006 году вернулся в родное Запорожье и продолжил свою карьеру в «Металлурге». Но теперь уже не был основным игроком команды. За 3 сезона, которые провёл в «Металлурге», в чемпионатах Украины сыграл лишь 7 матчей, причём единственный и последний матч в футболке основной команды того сезона сыграл 4 ноября 2007 года против «Таврии» (Симферополь), выйдя на поле на 71-й минуте поединка. С 2007 по 2009 год выступал за «металлургов» в первенстве дублёров, в котором сыграл 25 поединков и забил 6 мячей.
Последним профессиональным клубом Смирнова было второлиговое хмельницкое «Динамо», в составе которого в 2011 году он сыграл 7 матчей и забил 1 гол.
После этого выступал в любительских клубах Запорожской области: «Вектор» (с. Богатырёвка), «Новая Жизнь» (с. Андреевка), «Ольвия» (Чкалово) и «Росо Неро» (Запорожье).